# Vũ Đăng Trong
Vũ Đăng Trong – wietnamski zapaśnik w stylu klasycznym.
Brązowy medalista igrzysk Azji Południowo-Wschodniej w 1997 roku.